# Robert Demachy

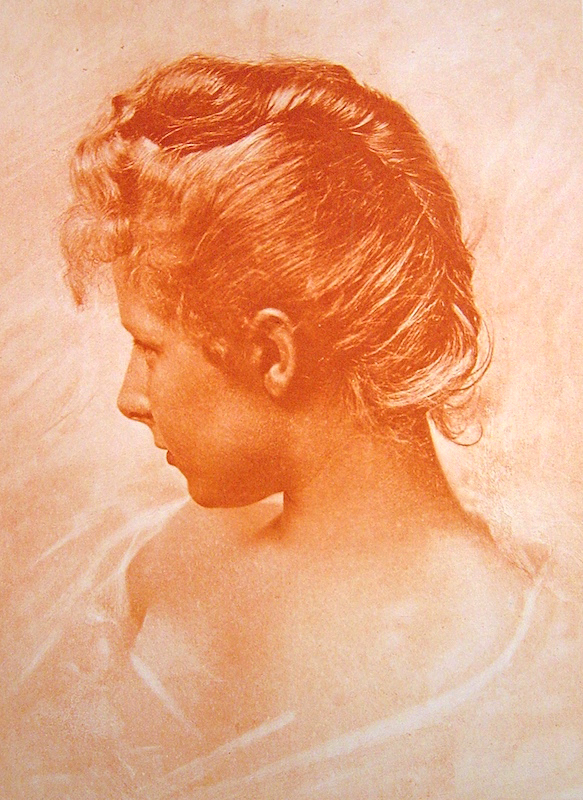
Robert Demachy: "Primavera", 1899

Robert Leon Demachy (ur. 7 lipca 1859 w Saint-Germain-en-Laye, zm. 29 grudnia 1936 w Hennequeville, dep. Calvados) – artysta-fotografik i malarz francuski.
Zanim około roku 1890 zaczął pasjonować się fotografią, Demachy był bankierem, zajmującym się amatorsko sztuką, pasjonował się muzyką, był też krytykiem literackim.
Fotografował ludzi, scenki uliczne, krajobrazy i martwe natury, napisał też pięć książek i ponad sto artykułów o traktujących o fotografii, o jej estetycznych i technicznych aspektach. Pozostawał pod wpływem E. Degasa i impresjonistów, stosował manipulację fotografią używając technik specjalnych, zwanych dziś „szlachetnymi” – guma arabska, bromolej, przetłok bromolejowy, uzyskując tą drogą z jednego negatywu zupełnie różne obrazy.
Robert Demachy zaliczany jest to tych, którzy istotnie wpłynęli na rozwój fotografii jako dziedziny sztuki, sprzeciwiał się traktowaniu fotografii tylko jako zwykłego rejestrowania rzeczywistości, często jednak także sprzeciwiał się zwolennikom suchych technik piktorialistycznych w fotografii artystycznej; był współzałożycielem Fotoklubu Paryskiego, odznaczony francuską Legią Honorową.